# Hervormde kerk (Biervliet)
De Hervormde kerk is een protestantse kerk van de Nederlandse Hervormde Kerk in Biervliet in de provincie Zeeland.

## Geschiedenis
In 1659 werd begonnen met de bouw van een nieuwe kerk op de plaats van de oude die te klein was geworden en op Palmzondag 1660 werd de kerk in gebruik genomen door dominee Jacobus Peudevijn. De kerk is een zaalkerk met een tentdak en daarop een kleine houten toren en heeft een aantal gebrandschilderde glas-in-loodramen uit de 17e eeuw. Tijdens de bevrijding in oktober 1944 werd de kerktoren verwoest maar de glasramen waren veilig ondergebracht in de kluis van het Hulsterse stadhuis.
De ramen werden gerestaureerd in 1770, 1875 en 2002. Bij de laatste restauratie is ook de hele kerk onder handen genomen omdat de houten spanten door de knaagkever waren aangetast. De restauratiewerken waarbij de kerk ook multifunctioneel werd ingericht, werden afgerond in augustus 2003.

## Beschrijving
In de oostgevel bevinden zich drie gebrandschilderde glazen, die toegeschreven worden aan de Middelburgse glazenier Cornelis van Barlaer. In het middelste raam is de toekomstige stadhouder prins Willem III afgebeeld, daaronder het wapen van de Stuarts met wapenspreuk. Willems moeder was Mary Stuart. Het zogeheten Oranjeraam werd in 1660 geschonken door de Staten-Generaal en is een verheerlijking van de Oranjes. Het linkerraam werd in datzelfde jaar geschonken door de Staten van Zeeland. Centraal staat het wapen van Zeeland met de spreuk Luctor et Emergo. Onderin zijn de wapens en namen van de Zeeuwse bestuurders Marinus van Crommon en Cornelis Tenijs aangebracht. Het rechterraam is in 1661 geschonken door de stad Biervliet en wordt daarom Biervlietraam genoemd. Het toont het wapen van Biervliet, met daaromheen de namen van de plaatselijke bestuurders, onder wie burgemeester Magiel de la Palma en rechter Philip van Borssele. Beneden zit in het poortgebouw Biervliets beroemde zoon Willem Beukelszoon te midden van attributen die verband houden met de haringvisserij. 
Bij de laatste restauratie in 2002 werd een grafkelder ontdekt met het graf van Magiel de la Palma, de burgemeester van Biervliet ten tijde van de bouw van de kerk.

## Fotogalerij

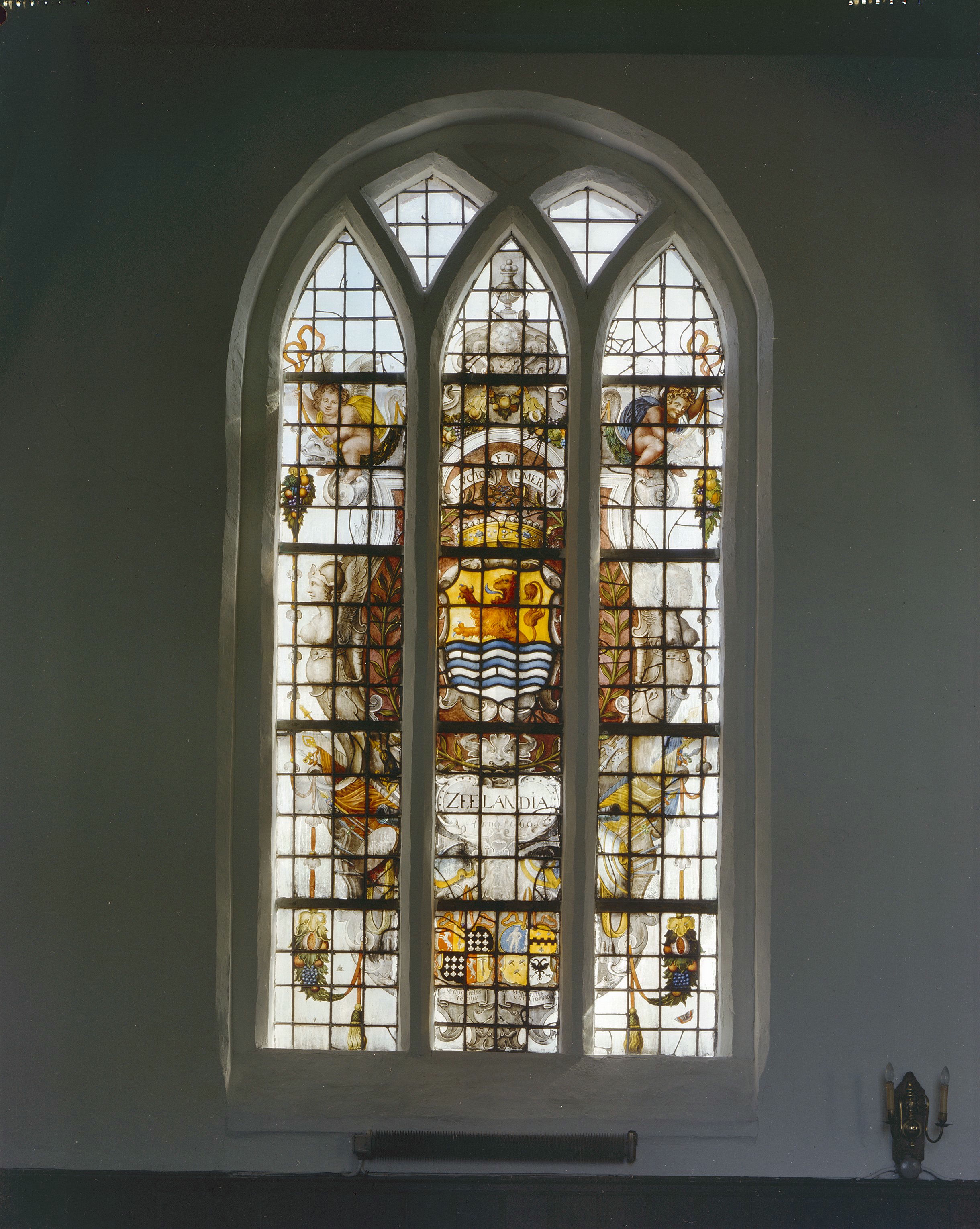
Linker glasraam
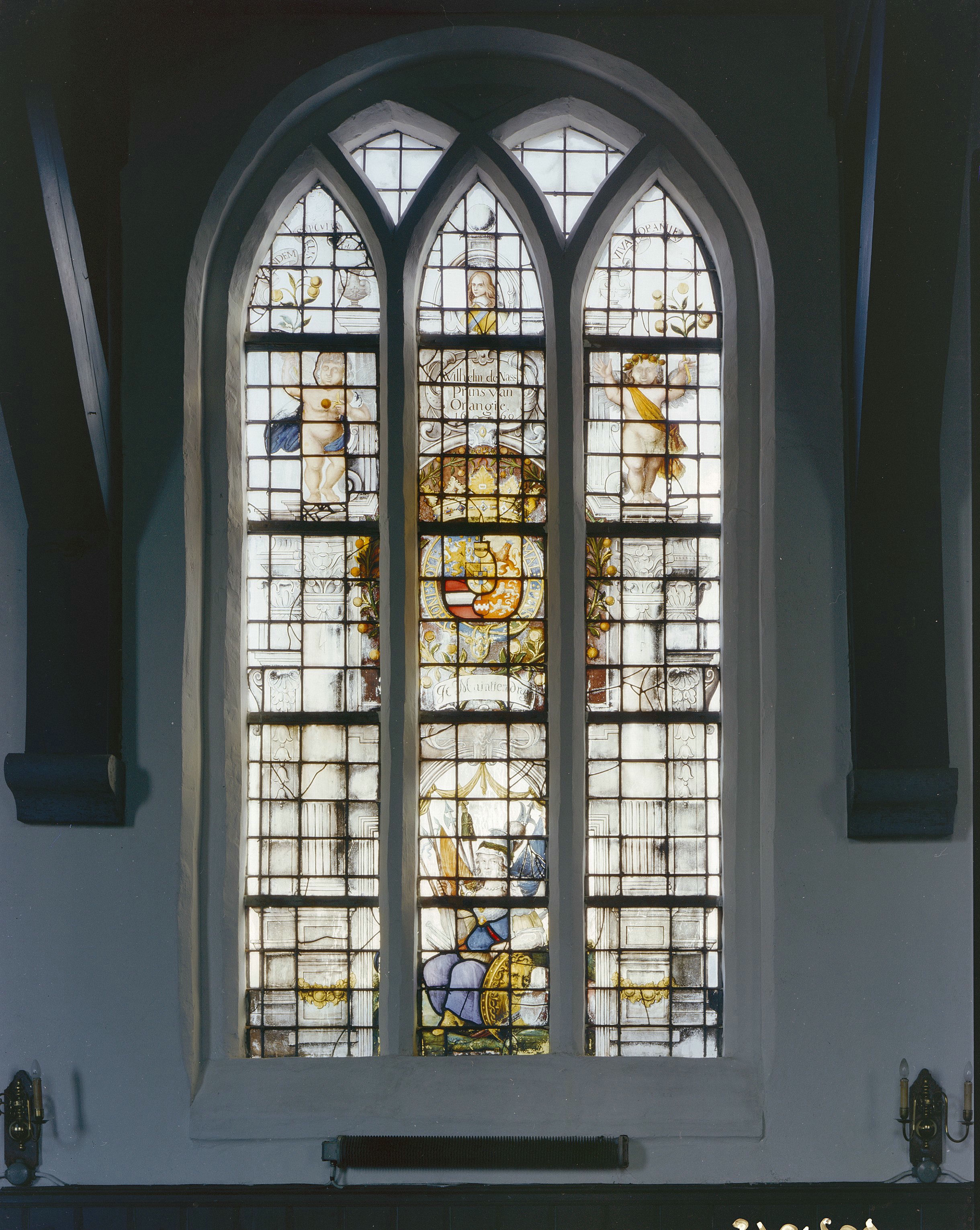
Oranjeraam
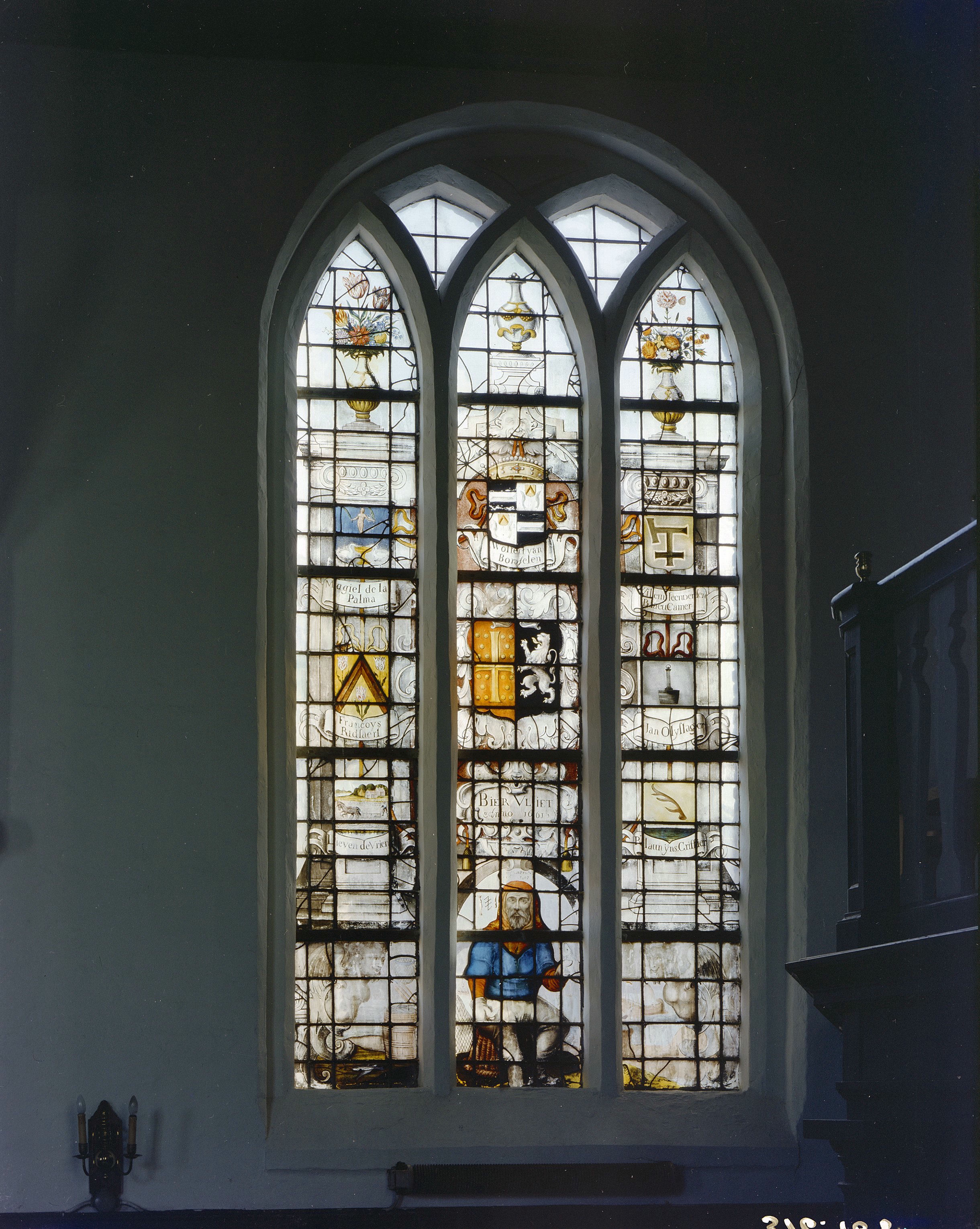
Biervlietraam
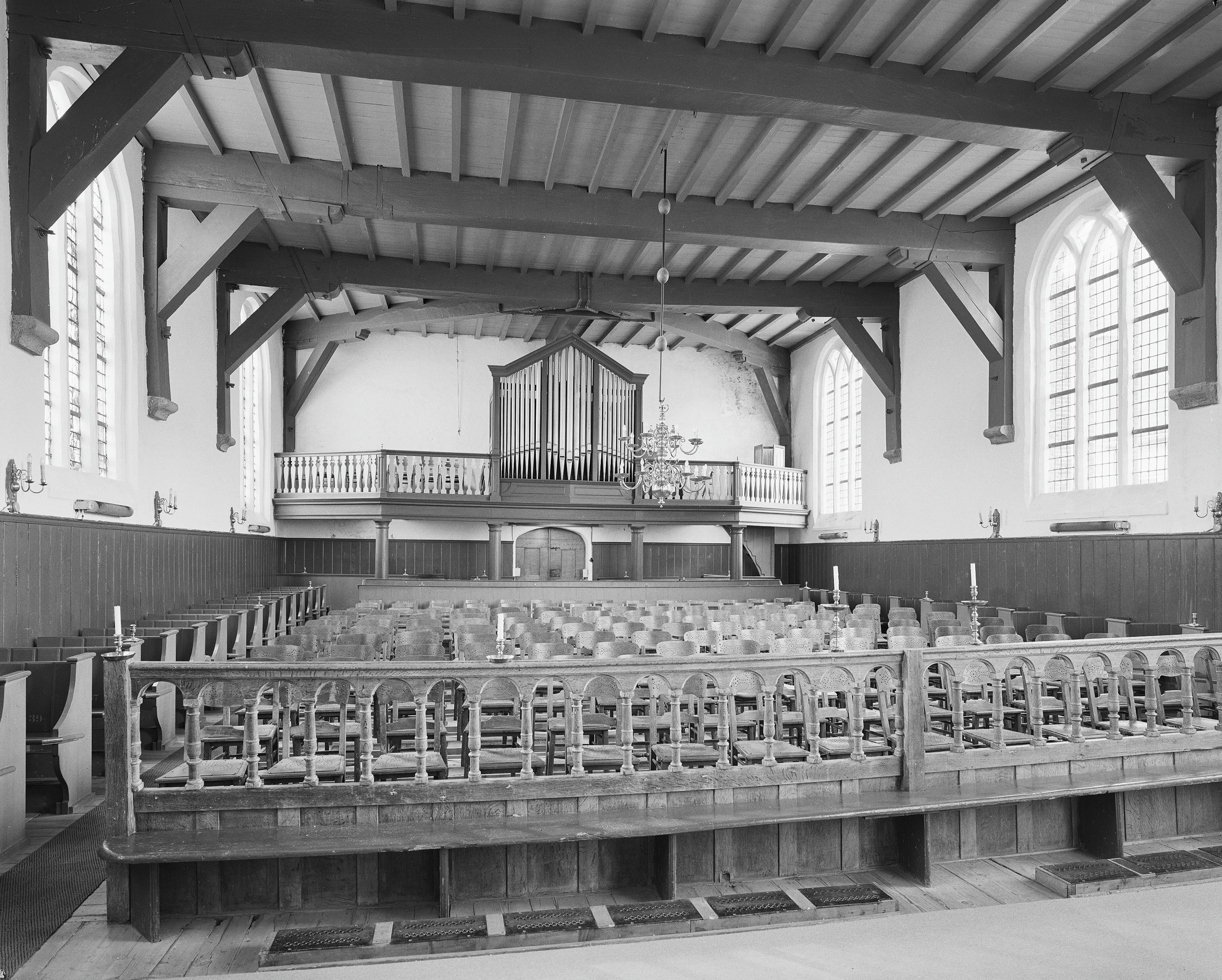
Interieur met het orgel op de achtergrond